# マイサイン・バンク
マイサイン・バンク（英:My Sign Bank）は、2003年3月にエイブルコーポレーションが発案、企画、発売し、日立システムズエンジニアリングサービスが製造したアミューズメントコーナー向け顧客・メダル管理システムである。

## 概要
2003年、エイブルコーポレーションがアミューズメント施設向けの新しいサービスとして発案。メダルコーナーの顧客管理を低価格で実現した。日本サイバーサイン社のサイン認証アルゴシステムを採用。「低価格」、「対面接客による顧客サービス」、「顧客管理と統計情報の収集」、「店舗スタッフ省力化（店の人件費削減）」の4つを実現するために高い技術力を持つ日立エンジニアリングへ製造依頼を行い開発。MAX11桁の数字とサインで行われる個人認証システムやペンタッチ端末による簡単な操作、5000人の顧客情報とメダルゲーム機300口数の情報管理が可能なシステムの搭載、店舗のパソコンと接続することによりデータを一括管理できる点などが特徴。店舗スタッフのメダル預かりや払い出しでの作業を効率よく行えるだけでなく、ユーザーとのコミュニケーションといった顧客サービスにも活用できる。